# Titang
Titang is een bestuurslaag in het regentschap Klaten van de provincie Midden-Java, Indonesië. Titang telt 1432 inwoners (volkstelling 2010).